# Gnetophyta
Le gnetofite (Gnetophyta Bessey), conosciute anche col nome di clamidosperme per la particolare protezione che esse hanno attorno ai semi, che sembrano quasi racchiusi in un frutto, sono una divisione di piante a seme (spermatofite), tradizionalmente compresa nelle gimnosperme.
Raggruppa tre famiglie di piante legnose, Ephedraceae, Gnetaceae e Welwitschiaceae, molto differenti fra di loro.

## Tassonomia ed evoluzione
La divisione Gnetophyta contiene la sola classe Gnetopsida con tre generi viventi ognuno appartenente ad un diverso ordine:
- Gnetales
  - Gnetaceae
    - Gnetum
- Welwitschiales
  - Welwitschiaceae
    - Welwitschia
- Ephedrales
  - Ephedraceae
    - Ephedra

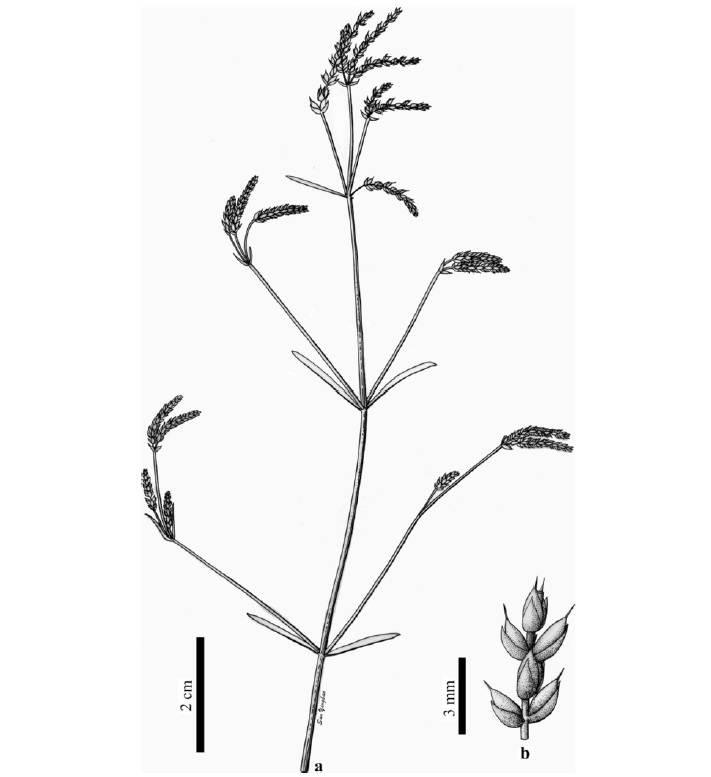
Fossile di Chengia laxispicata, una gnetofita fossile del Cretaceo

L'interesse delle gnetofite è notevole, per le caratteristiche anatomiche e fisiologiche che esse posseggono, che sotto vari aspetti risultano intermedie tra quelle delle Coniferofite e quelle delle angiosperme. Per questo motivo si ipotizza la derivazione delle angiosperme da piante che avevano fiori simili a quelli dell'Ephedra.
I resti fossili sono tutti abbastanza recenti. Questo ha fatto escludere la possibilità che dalle gnetofite si fossero sviluppate le Angiosperme. Tuttavia la questione è stata riaperta dopo la scoperta in giacimenti permiani di pollini con solchi longitudinali, identici a quelli osservabili nei pollini delle efedre attualmente viventi.
Secondo studi filogenetici basati su dati morfologici, è la divisione di spermatofite attuali più vicina alle piante a fiore (angiosperme). Infatti gli elementi vascolari sono molto simili a quelli delle angiosperme: il loro legno è eteroxilo. Gli studi molecolari invece avvicinano maggiormente le gnetofite alle altre gimnosperme, e in particolar modo alle conifere, che non alle angiosperme: in definitiva le due tipologie di dato sono in conflitto e la posizione di questa divisione è ancora oggetto di studio.
Potrebbe trattarsi di un caso di convergenza evolutiva.

## Distribuzione
Gli areali di queste tre famiglie sono differenti. 

Le Welwitschiaceae comprendono una sola specie, Welwitschia mirabilis la quale vive unicamente in alcuni deserti dell'Angola; le Ephedraceae sono invece più numerose, esse occupano una larga fascia delle regioni temperate calde dell'emisfero settentrionale (varie specie si trovano anche nel bacino del Mediterraneo) e dell'America meridionale; le Gnetaceae, infine, hanno un areale più frammentario, comprendente le coste atlantiche del Golfo di Guinea e del Brasile settentrionale, e le regioni che si estendono dall'India e dalla Cina fino all'Australia.

## Morfologia
Anche l'habitus di queste piante è molto diverso.
Welwitschia differenzia una radice possente, che serve a raggiungere le profonde falde d'acqua dei deserti. Il fusto è ridotto a un tozzo cilindro alla cui sommità si trovano due grandi foglie, sfilacciate all'apice, persistenti e perenni, per la presenza di un tessuto meristematico situato presso la loro base. Esse posseggono moltissimi stomi su ambedue le facce, che sono di importanza determinante per la possibilità di vita di queste piante che assorbono l'acqua attraverso gli stomi durante i periodi di nebbia dei deserti dell'Angola.
Le Ephedraceae (con l'unico genere Ephedra che comprende 25 specie diverse), hanno aspetto cespuglioso, con rami ginestriformi, provvisti ai nodi di foglie opposte, rudimentali o aghiformi, riunite tra di loro, alla base, in una specie di collaretto.
In Gnetum, l'unico genere delle Gnetaceae, vi è molta maggiore variabilità per le foglie, larghe e con nervature reticolate, così da rassomigliare a quelle di numerose angiosperme.
Una delle caratteristiche anatomiche di maggiore importanza riguarda la presenza di vasi aperti o trachee nel legno secondario, che però sarebbero derivati da fibrotracheidi areolate e quindi sarebbero diverse per origine da quelle delle angiosperme.
Molto interessanti sono le caratteristiche morfologico-anatomiche degli apparati riproduttori e dei semi. 

In Ephedra le sacche polliniche sono poste alla sommità di una specie di filamento (che si pensa derivato da una brattea) così da rassomigliare molto ad un abbozzo di stame di angiosperma, tanto più che alla sua base si trovano delle brattee interpretate come un rudimentale perianzio. 

Gli apparati riproduttori femminili sono costituiti da ovuli nei quali la nucella è avvolta da un tegumento che si prolunga molto al disopra del micropilo, così da dare origine ad una specie di stilo. La protezione dell'ovulo è aumentata dalla presenza di una serie di brattee, interpretate come un perianzio, che, a maturità del seme, diventano carnose, così da dare origine ad un frutto.

In alcune specie si trovano delle infiorescenze bisessuali, fatto davvero strano per piante che sono state collocate tra le Gimnosperme.